# Engin blindé de reconnaissance et de combat
Das Engin blindé de reconnaissance et de combat Jaguar (EBRC) (Gepanzertes Aufklärungs- und Kampffahrzeug) ist ein gepanzertes 6×6-Radfahrzeug der neuen Generation, ausgelegt für den Kampf in besiedelten Gebieten ebenso wie im Gelände. Es löst die ERC-90 Sagaie und AMX-10 RC des französischen Heeres ab.

## Geschichte
Das Jahr 2020 hatte das französische Heer als Termin des Ersatzes der bisherigen sich im Einsatz befindlichen gepanzerten Radfahrzeuge bestimmt. Das EBRC-Programm sieht zunächst den Kauf von 70 bis 250 Fahrzeugen vor.
Das Verteidigungsministerium hat die Entwicklung an Nexter, Thales Group und Renault Trucks Defense übertragen. Die ersten Auslieferungen sind für 2020 vorgesehen. Im Jahre 2016 waren noch 248 EBRCs geplant.
Ein erster Vertrag über 20 Fahrzeuge wurde im April 2017 unterzeichnet. Das Militärprogrammierungsgesetz 2019–2025 wird die Zahl der EBRCs bis 2030 voraussichtlich auf 300 erhöhen.
Die Anschaffung dieses Fahrzeugs ist Teil des Scorpion-Programms zur Modernisierung der Kavallerie des Heeres, die auch aus der Modernisierung der Leclerc-Panzer und dem Ersatz der Véhicules de l’avant blindés durch die VBMR „Griffon“ besteht.

## Beschreibung
Es handelt sich um ein gepanzertes Fahrzeug mit 6 Rädern und Allradantrieb. Das Gefechtsgewicht liegt zwischen 20 und 25 Tonnen. Der Turm T40 des Jaguars ist mit einer 40-mm-CTWS-Maschinenkanone und einem koaxialen 7,62-mm-Maschinengewehr ausgestattet. Dazu befinden sich im Turm zwei Raketen des von MBDA entwickelten Typs Missile Moyenne Portée unter Panzerschutz, zwei weitere Raketen befinden sich in einem Magazin. Die Kanone kann in einem Winkel von bis zu 45° angehoben werden, um erhöhte Ziele bekämpfen zu können das Fahrzeug ist somit für den Kampf in besiedelten Gebieten ebenso wie im Gelände ausgelegt.
Darüber hinaus werden 70 % der Ausrüstung mit der des VAB-Nachfolgers, dem VBMR „Griffon“, gemeinsam sein, darunter die in Straßburg produzierte Quiri-Aufhängung, die Elips-d’Elno-Gegensprechanlagen aus Argenteuil und der akustische Feindfeuermelder Pilar V von Metravib in Lyon.
Zur Vervollständigung seiner Verteidigungsmöglichkeiten wird der Jaguar auch mit Laser-Warnerkennung sowie Funk- und Infrarotstörsendern ausgestattet; er ist gegen Minen und improvisierte Sprengsätze geschützt.

EBRC Jaguar – März 2022
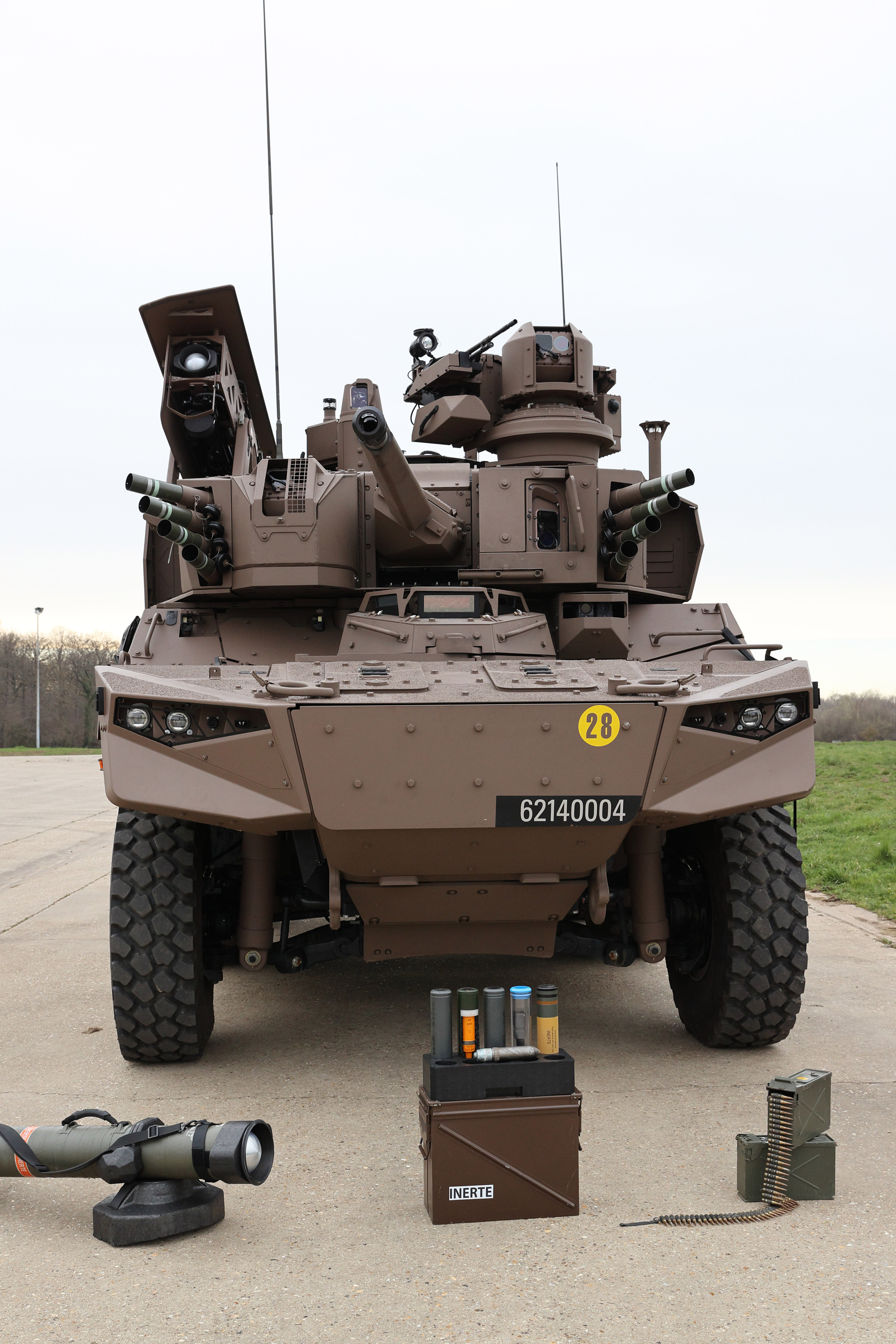
Vorderseite
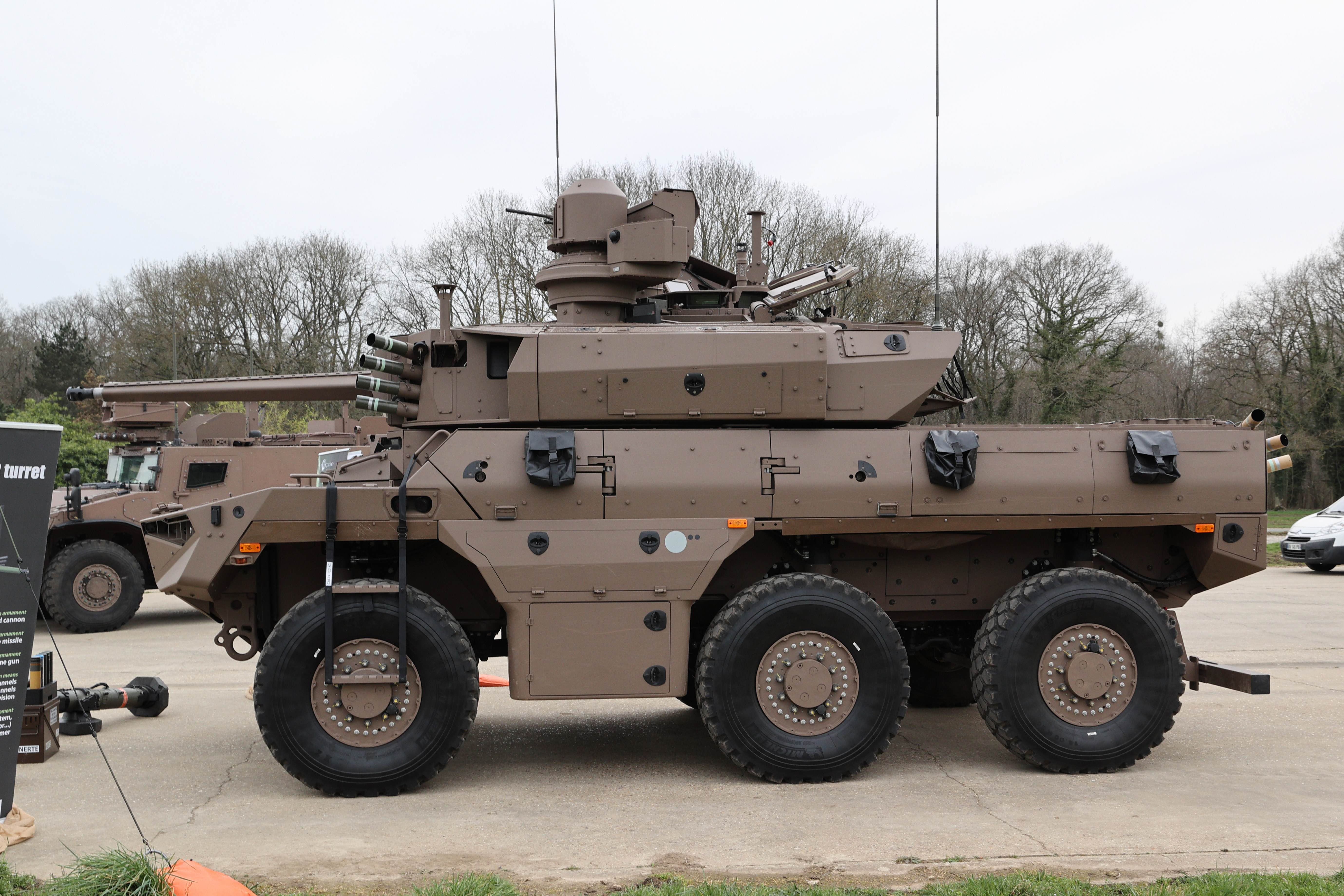
Linke Seite
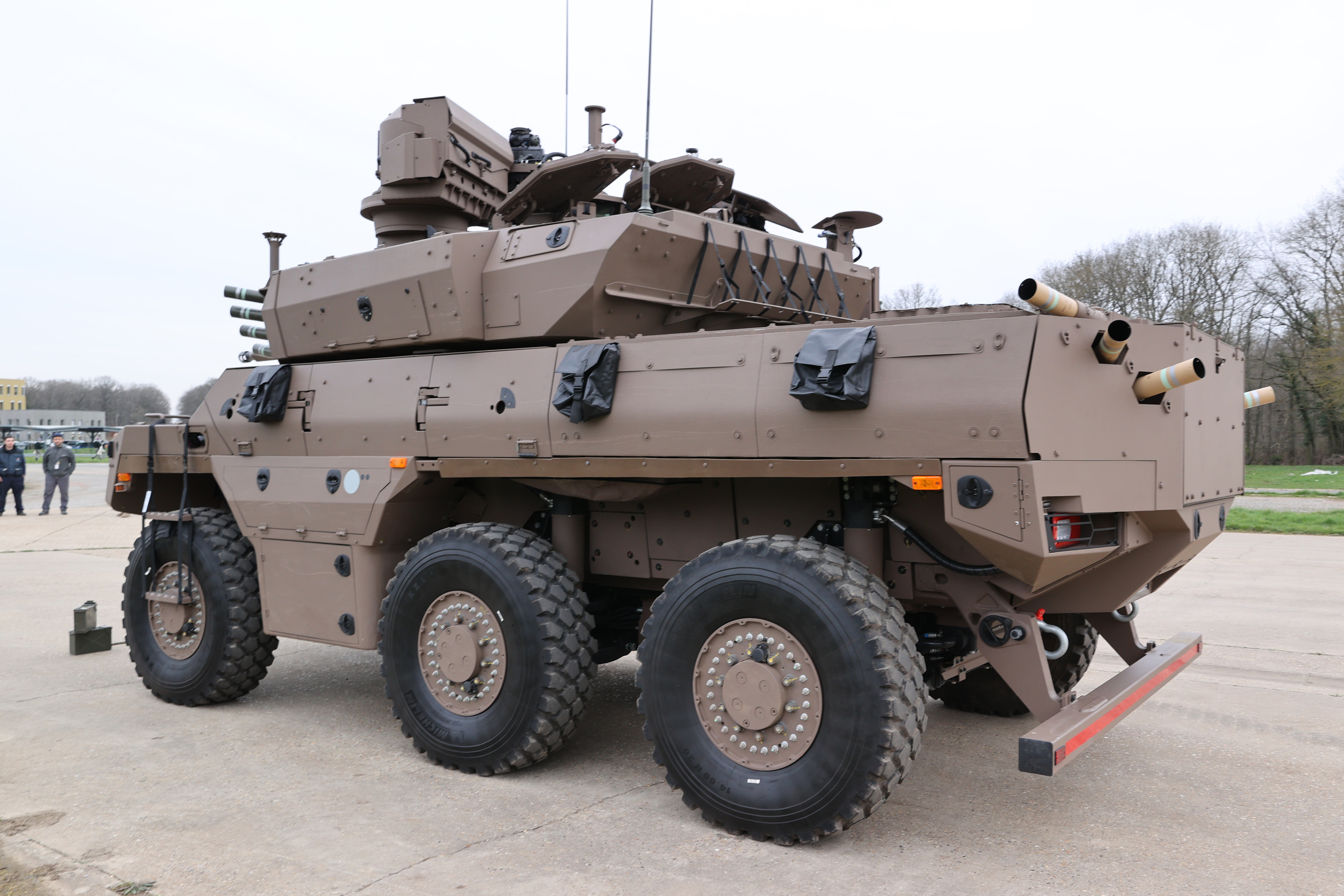
Rückseite

## Einsatzländer
- Frankreich – 300 Stück vorgesehen bis 2030.
- Belgien – 60 Exemplare, die im Rahmen des CAMO-Programms (CApacité MOtorisée) für das Heer bestellt und zwischen 2025 und 2030[16] geliefert werden sollen. Sie sind bestimmt, die Piranha 3C und Dingo II in der Motorisierten Brigade[17] zu ersetzen. Der Beschluss wurde am 26. Oktober 2018 vom belgischen Premierminister Charles Michel nach der Unterzeichnung einer Absichtserklärung am 22. Juni 2017[18] offiziell bekannt gegeben. Nach dem Versuch, seinen eigenen Turm durchzusetzen, wird CMI Defence jetzt für die Endmontage des 40-mm-Turms sowie für Wartung und Schulung verantwortlich sein. Die ferngesteuerten Geschütztürme werden von FN Herstal produziert, während Mecar (eine belgische Tochtergesellschaft der Nexter-Gruppe) einen Teil der Munition entwickeln und liefern wird.
- Luxemburg – 38 Stück werden Voraussichtlich bis 2028 geliefert.[19]